# Pomnik Poległym Żołnierzom Armii Czerwonej w Strzegomiu
Pomnik Poległym Żołnierzom Armii Czerwonej w Strzegomiu (lub inaczej Pomnik Armii Czerwonej) – nieistniejący pomnik znajdujący się do 2018 r. przy ulicy Kasztelańskiej w Strzegomiu, w powiecie świdnickim, w województwie dolnośląskim.
Powstał po II wojnie światowej dla upamiętnienia żołnierzy Armii Czerwonej, jako część nieistniejącego już cmentarza wojennego, który znajdował się w tym miejscu. W 1956 roku szczątki czerwonoarmistów ekshumowano na świdnicki cmentarz żołnierzy radzieckich. Pomnik miał formę obelisku z tablicą z inskrypcją w języku rosyjskim "Wieczna chwała bohaterom, którzy zginęli w walkach o honor i niepodległość radzieckiej ojczyzny. 1945″ i czerwoną gwiazdą nad nią.
Monument był kilkakrotnie dewastowany. W dniu 16 marca 2018 został zdemontowany w efekcie ustawy dekomunizacyjnej i decyzji IPN.